# C/2013 B2 (Catalina)
C/2013 B2 (Catalina) est une comète hyperbolique du Système solaire.

## Découverte
C/2013 B2 a été découverte par le programme de relevé astronomique Catalina Sky Survey.

## Nom
Dans C/2013 B2 (Catalina)
- C/ signifie qu'il s'agit d'une comète non périodique.
- 2013 signifie qu'elle a été découverte en 2013.
- B2 signifie qu'elle a été découverte dans la deuxième partie du mois de février et qu'elle est la deuxième à être découverte durant cette période.
- (Catalina) signifie qu'elle a été découverte aux monts Santa Catalina par le programme Catalina Sky Survey.